# Giuseppe Valà
Giuseppe Valà (Martinsicuro, 4 novembre 1949) è un ex calciatore italiano, di ruolo centrocampista.

## Carriera
Giuseppe Valà, abruzzese di Villa Rosa, centrocampista, cresciuto nella Sambenedettese, inizia la sua carriera con la maglia rossoblu, dove diventa una vera e propria bandiera, e colleziona ben 136 presenze e 5 reti, militando con la Samb per cinque stagioni di fila, e nel campionato di Serie C del 1973-74, conquista la promozione in Serie B, con Marino Bergamasco.
Dopo la promozione in Serie B con la Sambenedettese, Valà passa alla Ternana con cui disputa la Serie A nella stagione 1974-75, poi altre due stagioni con la squadra umbra in Serie B e nuovamente alla Samb dove nel campionato di Serie B del 1977-78, sfiora anche la promozione in Serie A, poi passa al Rimini dove ottiene nel 1979-80 una promozione in Serie B, ed infine al Giulianova.
In carriera ha totalizzato complessivamente 15 presenze in Serie A e 123 presenze e 1 rete in Serie B.

## Palmarès

### Club

#### Competizioni nazionali
- Serie C: 1

Sambenedettese: 1973-1974